# Giải của Hội phê bình phim online cho đạo diễn xuất sắc nhất
Giải của Hội phê bình phim online cho đạo diễn xuất sắc nhất là một trong các giải của Hội phê bình phim online dành cho đạo diễn của một phim được bầu chọn là xuất sắc nhất.
Dưới đây là danh sách những người đoạt giải:

### Thập niên 1990
| Năm  | Đạo diễn         | Phim                |
| ---- | ---------------- | ------------------- |
| 1997 | James Cameron    | Titanic             |
| 1998 | Steven Spielberg | Saving Private Ryan |
| 1999 | Sam Mendes       | American Beauty     |

### Thập niên 2000
| Năm  | Đạo diễn          | Phim                                          |
| ---- | ----------------- | --------------------------------------------- |
| 2000 | Darren Aronofsky  | Requiem for a Dream                           |
| 2001 | David Lynch       | Mulholland Drive                              |
| 2002 | Peter Jackson     | The Lord of the Rings: The Two Towers         |
| 2003 | Peter Jackson     | The Lord of the Rings: The Return of the King |
| 2004 | Michel Gondry     | Eternal Sunshine of the Spotless Mind         |
| 2005 | David Cronenberg  | A History of Violence                         |
| 2006 | Martin Scorsese   | The Departed                                  |
| 2007 | Ethan & Joel Coen | No Country For Old Men                        |
| 2008 | Christopher Nolan | The Dark Knight                               |

Bản mẫu:Online Film Critics Society Awards